# Südliche Thuleinseln
Die Südlichen Thuleinseln, teilweise nur Süd-Thule genannt, (englisch South(ern) Thule), sind eine Gruppe von drei kleinen Inseln ganz im Süden des subantarktischen Archipels der Südlichen Sandwichinseln, nur wenige Kilometer nördlich des 60. südlichen Breitengrades gelegen.
Zu der Inselgruppe zählen die Inseln
- Bellingshausen
- Cook
- Morrell (Thule).

Alle drei Inseln sind unbewohnt.
Die Inselgruppe wurde wahrscheinlich 1775 von dem britischen Seefahrer James Cook entdeckt, der in dieser Zeit nahezu alle der Südlichen Sandwichinseln erkundete. Der Name der Gruppe ist zurückzuführen auf die einstige Aussage des Entdeckers, die Inseln bildeten den „Rand der Welt“ (lat. Ultima Thule).
Von 1976 bis 1982 war die Morrell-Insel von Argentinien besetzt. Erst nach dem Ende des Falklandkrieges, am 20. Juni 1982, ergaben sich die auf der Insel verbliebenen Soldaten den Britischen Streitkräften.